# NGC 315
NGC 315 (również PGC 3455, UGC 597) – galaktyka eliptyczna (E), znajdująca się w gwiazdozbiorze Ryb. Odkrył ją William Herschel 11 września 1784 roku. Jest to galaktyka z aktywnym jądrem typu LINER.